# سیکان کارلسون
سیکان کارلسون (سوئدی: Sickan Carlsson؛ زاده ۱۲ اوت ۱۹۱۵   – درگذشته ۲ نوامبر ۲۰۱۱) هنرپیشه و خوانند اهل سوئد بود.
از فیلم‌های او می توان به عروسی اشاره کرد.